# Dubréka (prefectura de Guinea)

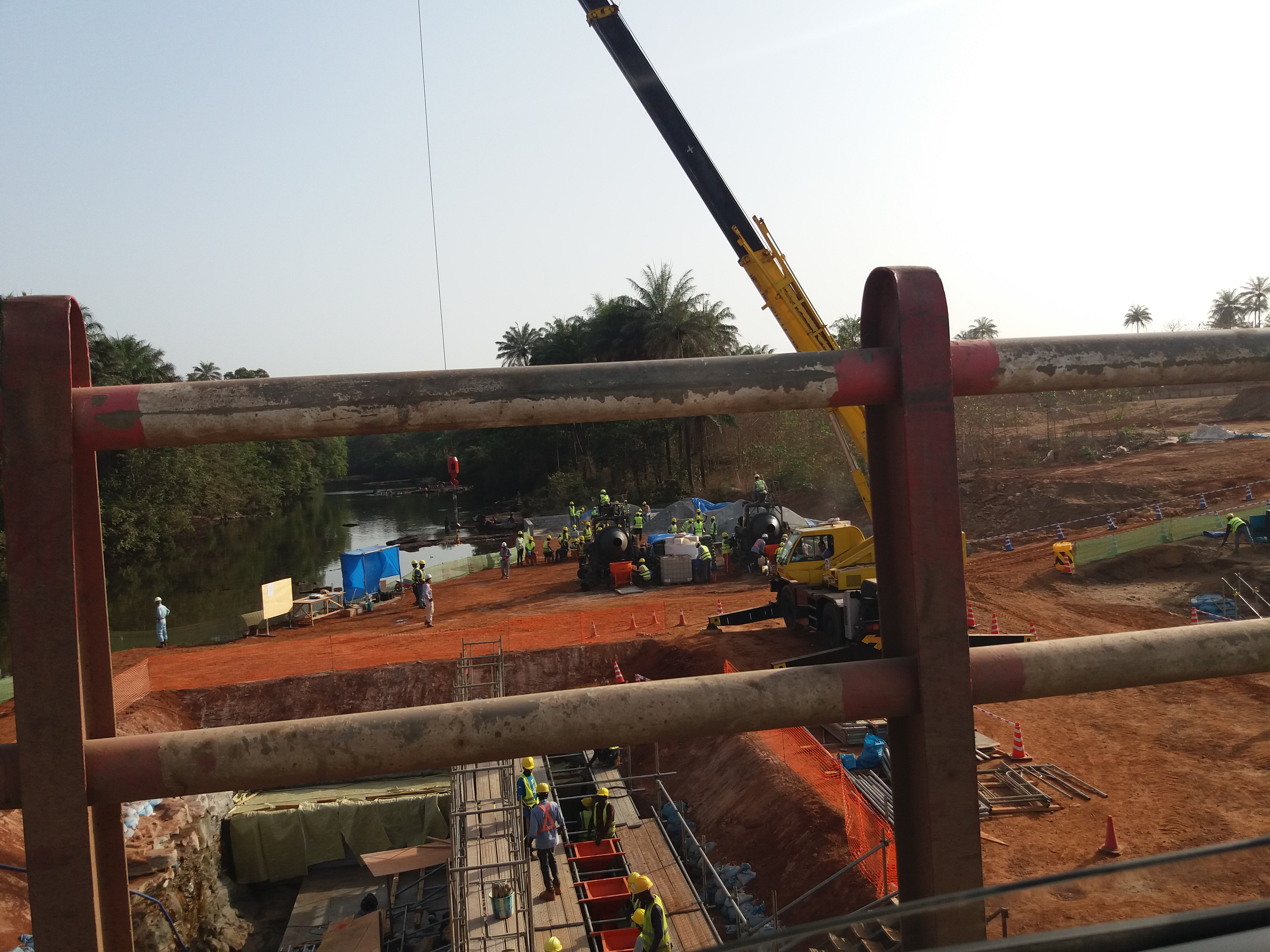
Puente en la prefectura de Dubréka

Dubréka es una prefectura de la región de Kindia de Guinea, con una población censada en marzo de 2014 de 330 548 habitantes. Está formada por las siguientes subprefecturas, que igualmente se muestran con población censada en marzo de 2014:
- Badi 10,651
- Dubréka 170,388
- Falessade 11,186
- Khorira 25,505
- Ouassou 15,647
- Tanéné 48,051
- Tondon 49,120[1]